# Ceratoporellidae
Ceratoporellidae é uma família de esponjas da classe Demospongiae.